# Boum sur Paris
Boum sur Paris – francuska komedia musicalowa w reżyserii Maurice’a de Canonge z 1953.

## Obsada
Opracowano na podstawie materiału źródłowego:

- Jacques Pills – Gilbert Sestrières
- Danielle Godet – Hélène
- Armand Bernard – Calchas
- Luce Feyrer – Lola Robert
- Gary Cooper – on sam
- Annie Cordy – ona sama
- Édith Piaf – ona sama
- Juliette Gréco – ona sama
- Line Renaud – ona sama
- Gilbert Bécaud – on sam
- Charles Trenet – on sam
- Charles Boyer – on sam
- Martine Carol – ona sama
- Andréa Parisy – ona sama
- Gisèle Pascal – ona sama
- Gregory Peck – on sam
- Lucienne Delyle – ona sama
- Paul Demange – on sam
- Marcel Mouloudji – on sam